# Guy Demel
Guy Roland Demel (Orsay, 13 juni 1981) is een in Frankrijk geboren Ivoriaans betaald voetballer die bij voorkeur in de verdediging speelt. Hij verruilde in 2016 Dundee United voor GS Consolat. In juni 2004 debuteerde hij bij het Ivoriaans voetbalelftal, waarvoor hij tot 2012 vijfendertig interlands speelde.

## Carrière
Demel werd geboren in Frankrijk, maar verkreeg dankzij zijn afkomst ook de Ivoriaanse nationaliteit. Hij debuteerde in 1999 in het betaald voetbal met Olympique Nîmes in de Ligue 2. Zijn tweede competitieduel volgde drie seizoenen en twee clubs later, bij Borussia Dortmund. Na drie jaar in Dortmund, stapte Demel transfervrij over naar Hamburger SV. Hij verruilde in augustus 2011 Hamburger SV voor West Ham United. In het seizoen 2015/16 speelde Demel voor het Schotse Dundee United. In september 2016 sloot hij aan bij GS Consolat dat uitkomt in het Championnat National.

## Clubstatistieken
| seizoen   | club              | land               | competitie              | duels | goals |
| --------- | ----------------- | ------------------ | ----------------------- | ----- | ----- |
| 1999/2000 | Olympique Nîmes   | Vlag van Frankrijk | Ligue 2                 | 1     | 0     |
| 2000/01   | Olympique Nîmes   | Vlag van Frankrijk | Ligue 2                 | 0     | 0     |
| 2000/01   | Arsenal           | Vlag van Engeland  | Premiership             | 0     | 0     |
| 2001/02   | Borussia Dortmund | Vlag van Duitsland | Bundesliga              | 0     | 0     |
| 2002/03   | Borussia Dortmund | Vlag van Duitsland | Bundesliga              | 4     | 0     |
| 2003/04   | Borussia Dortmund | Vlag van Duitsland | Bundesliga              | 13    | 0     |
| 2004/05   | Borussia Dortmund | Vlag van Duitsland | Bundesliga              | 16    | 0     |
| 2005/06   | Hamburger SV      | Vlag van Duitsland | Bundesliga              | 22    | 1     |
| 2006/07   | Hamburger SV      | Vlag van Duitsland | Bundesliga              | 8     | 0     |
| 2007/08   | Hamburger SV      | Vlag van Duitsland | Bundesliga              | 26    | 0     |
| 2008/09   | Hamburger SV      | Vlag van Duitsland | Bundesliga              | 28    | 0     |
| 2009/10   | Hamburger SV      | Vlag van Duitsland | Bundesliga              | 26    | 1     |
| 2010/11   | Hamburger SV      | Vlag van Duitsland | Bundesliga              | 21    | 0     |
| 2011/12   | West Ham United   | Vlag van Engeland  | Championship            | 10    | 0     |
| 2012/13   | West Ham United   | Vlag van Engeland  | Premier League          | 31    | 0     |
| 2013/14   | West Ham United   | Vlag van Engeland  | Premier League          | 32    | 1     |
| 2014/15   | West Ham United   | Vlag van Engeland  | Premier League          | 6     | 0     |
| 2015/16   | Dundee United     | Vlag van Schotland | Scottish Premier League | 12    | 1     |
| 2016/17   | GS Consolat       | Vlag van Frankrijk | Championnat National    |       |       |

## Nationaal team
Demel debuteerde op 6 juni 2004 tegen Libië in het nationale elftal van Ivoorkust. Daarvan maakte hij deel uit op onder meer het WK 2006 en het WK 2010. Op het toernooi van 2006 kwam hij niet in actie. Vier jaar later speelde hij zowel het groepsduel tegen Portugal (0-0 gelijk) als dat tegen Brazilië (3-1 verlies) van begin tot eind.
| WK-statistieken             | Club         | Positie    | W |   |   | D | A |   |   |   |
| --------------------------- | ------------ | ---------- | - | - | - | - | - | - | - | - |
| WK voetbal 2006 - Ivoorkust | Hamburger SV | Verdediger | 0 | 0 | 0 | 0 | 0 | 0 | 0 | 0 |
| WK voetbal 2010 - Ivoorkust | Hamburger SV | Verdediger | 2 | 0 | 0 | 0 | 0 | 1 | 0 | 0 |